# Лебедь, Дмитрий Захарович
Дми́трий Заха́рович Ле́бедь (9 февраля 1893, деревня Елецко-Николаевское Екатеринославской губернии — 30 октября 1937, Москва) — российский партийный и государственный деятель.

## Биография
Из семьи рабочих, украинец, с 1908 года работал на штамповочном заводе.
1909 — в РСДРП, фракция большевиков. Вёл партийно-организационную работу в Екатеринославе.
1916 — был призван в армию, бежал, а затем устроился в запасной полк. В конце 1916 добился демобилизации по болезни.
1917 — в январе арестован, освобождён в результате Февральской революции. Впоследствии член Екатринославского совета и исполкома, губернский комиссар милиции. Позже заместитель председателя исполкома Екатеринославской железной дороги.
1918 — редактор «Вестника НКВД» (Украина). В 1918-20 на хозяйственной работе в Екатеринославе, Владимире.
1920 — с февраля редактор газеты «Звезда» (Екатеринослав), зав. агитпросветом Дорожного политического управления.
С ноября 1920 по май 1924 — 2-й секретарь ЦК КП(б) Украины.
В 1922—1924 кандидат в члены ЦК РКП(б). В 1924—1930 — член Центральной контрольной комиссии ВКП(б).
С мая 1924 по декабрь 1925 — председатель Центральной Контрольной комиссии КП(б) Украины — нарком Рабоче-крестьянской инспекции УССР.
С 1925 по 1930 — заместитель наркома Рабоче-крестьянской инспекции СССР.
В 1926—1930 член Президиума ЦКК.
С февраля 1930 — заместитель председателя СНК РСФСР.
С июля 1930 — член ЦК ВКП(б). Выведен из состава членов ЦК ВКП(б) постановлением пленума ЦК ВКП(б) 11—12 октября 1937 года.
1 августа 1937 года арестован по обвинению в «украинском национализме». 29 октября 1937 года Военной коллегией Верховного суда СССР приговорён к смертной казни. 30 октября 1937 года расстрелян.
17 марта 1956 года посмертно реабилитирован.